# Comuna Kernosivka, Novomoskovsk
Kernosivka (în ucraineană Керносівка) este o comună în raionul Novomoskovsk, regiunea Dnipropetrovsk, Ucraina, formată din satele Hannivka, Kernosivka (reședința) și Orilka.

## Demografie
Componența lingvistică a satului Kernosivka
     Ucraineană (95,62%)
     Rusă (3,55%)
Conform recensământului din 2001, majoritatea populației satului Kernosivka era vorbitoare de ucraineană (95,62%), existând în minoritate și vorbitori de rusă (3,55%).